# Yaron Finkelman
Yaron Finkelman (hebreu: ירון פינקלמן‎; Ra'anana, 25 d'abril de 1975) és un militar israelià. Té el rang de general major i dirigeix des del 2023 el Comandament Sud de les Forces de Defensa d'Israel.

## Servei militar
Finkelman va ser reclutat a les FDI el 1993 i va fer la major part del seu servei militar a la Brigada de Paracaigudistes. Va servir com a soldat i cap d'esquadra a la companyia de reconeixement de la Brigada 500. El 1996 es va convertir en oficial d'infanteria després d'acabar l'escola de candidats a oficial i tornar a la brigada.

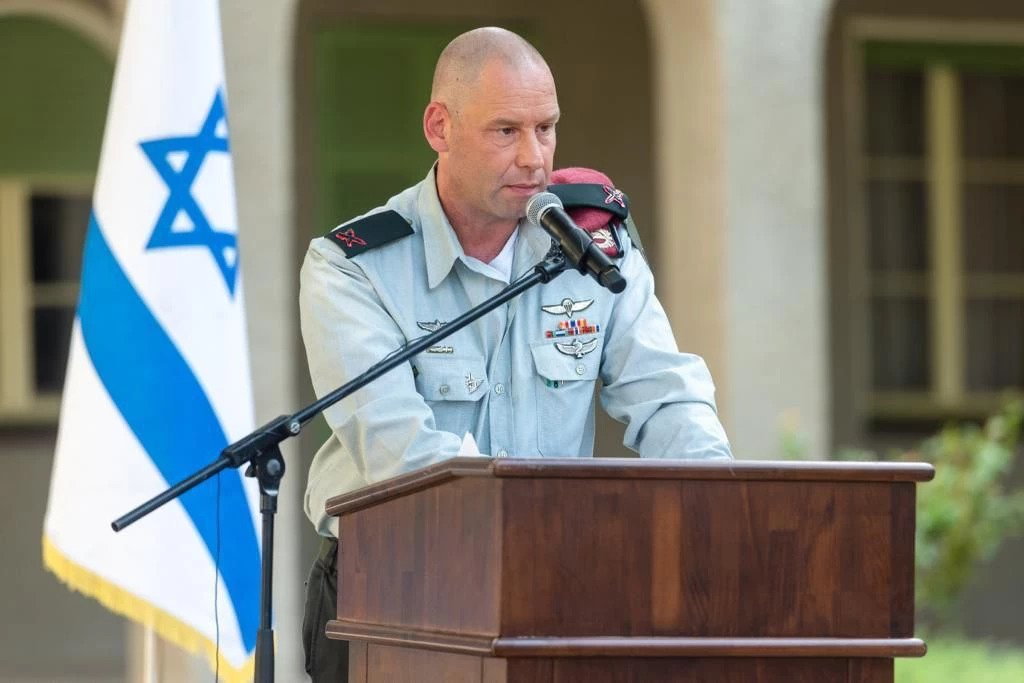
Yaron Finkelman el 2022.

Finkelman va dirigir la companyia de reconeixement de la Brigada en operacions de contraguerra al sud del Líban. Després va servir com a oficial executiu a la unitat de forces especials de Maglan i al batalló de paracaigudistes 890 "Efe" (Echis) en operacions antiterroristes a la Segona Intifada. El 2006, a la Guerra del Líban va exercir com a ajudant de camp del general Dan Halutz. Més tard va comandar el batalló de reconeixement de la 35a Brigada de paracaigudistes en operacions antiterroristes a la Franja de Gaza.
El 4 de novembre de 2008, va dirigir els seus paracaigudistes a l'Operació Doble Desafiament, una incursió militar a una zona residencial de Dayr al-Balah al centre de Gaza, que va provocar la mort de sis militants i la destrucció d'un túnel amagat dins d'un edifici a 300 metres de la tanca de la frontera de la Franja amb Israel. Finkelman va dirigir també el seu batalló de paracaigudistes durant l'operació Plom fos.
Va comandar una brigada de paracaigudistes de reserva durant l'Operació Pilar de Defensa i una Brigada Regional a la Divisió de Gaza durant l'Operació Marge Protector. El 2015 va ser nomenat comandant de la Brigada Guivati. El 2017 va ser ascendit a General de Brigada i va rebre el comandament de la 98a Divisió de Paracaigudistes.

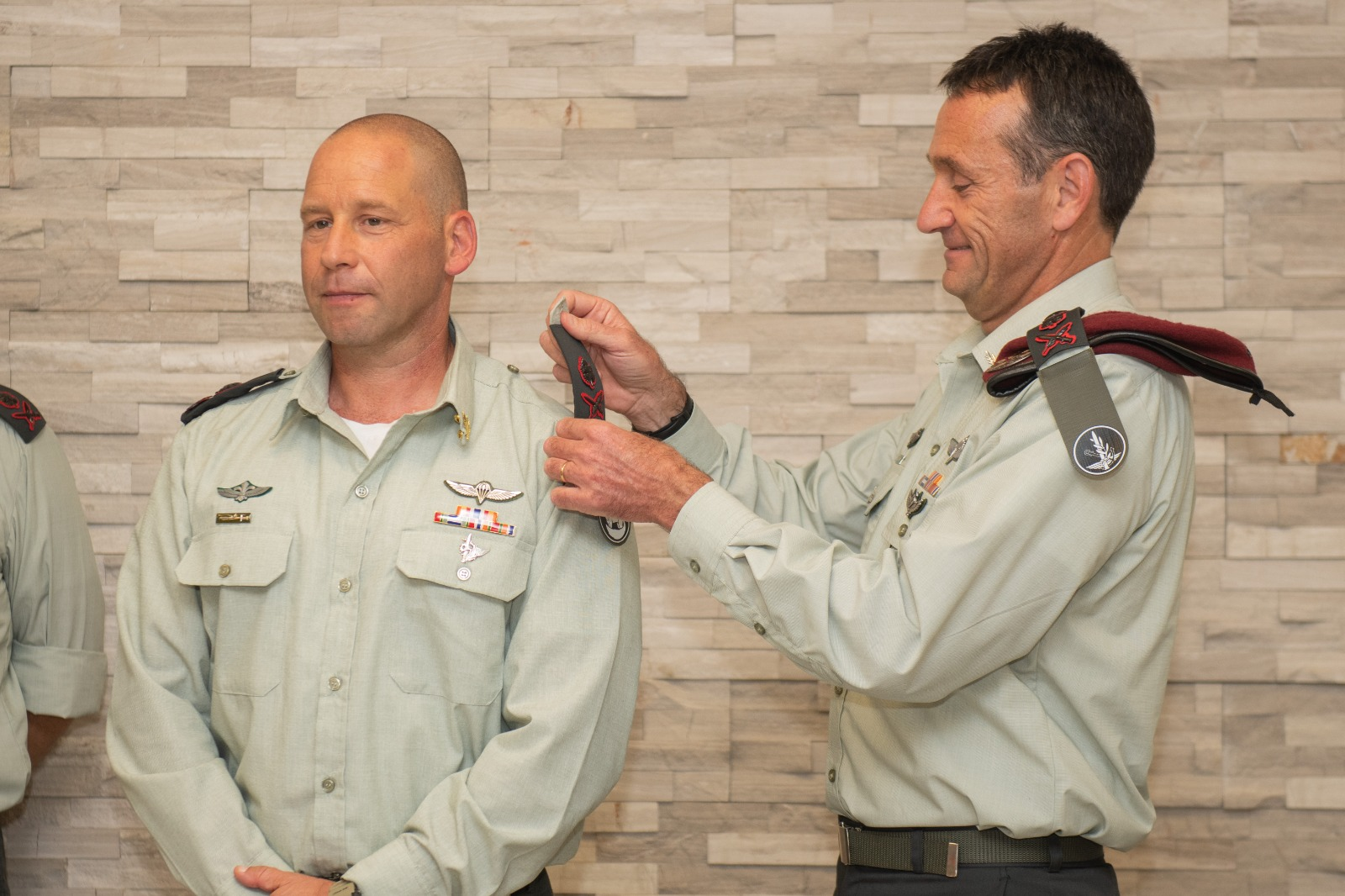
Finkelman amb Herzi Halevi, cap de l'Estat Major de les FDI, a la cerimònia d'assumiment del comandament del districte militar sud (juliol de 2023).

El 29 de juny de 2023 va ser ascendit a general de divisió i el 9 de juliol va rebre la direcció militar del Comandament Sud, en substitució d'Eliezer Toledano.